# Hans-Diedrich Cremer
Hans-Diedrich Cremer, auch Hans-Dietrich (* 14. Februar 1910 in Kiel; † 18. April 1995 in Gießen) war ein deutscher Mediziner, Ernährungsphysiologe und Hochschullehrer.

## Leben
Cremers Eltern waren der Gerichtsassessor Georg Cremer und dessen Ehefrau Ilse, geborene Thomsen. Nach bestandener Reifeprüfung auf dem Domgymnasium Naumburg begann er 1928 ein Studium der Medizin an der Universität Bonn, wechselte dann nach Kiel, Köln und Innsbruck. In Köln schloss er dieses Studium unter Ernst Leupold am 21. Dezember 1933 mit der Promotion zum Dr. med. ab, der Titel seiner Dissertation lautete „Funktionsstörungen der Kaninchen-Niere nach Nierenextraktinjektion“.
Danach war er als Assistenzarzt tätig, ab 1936 bei der Militärärztlichen Akademie in Berlin am dortigen Physiologisch-Chemischen Institut und gehörte zusätzlich der „Chirurgischen Sondergruppe des Oberkommandos des Heeres“ an. Während des Zweiten Weltkrieges baute er ab 1942 das Gebirgsphysiologische Institut in St. Johann in Tirol auf und leitete dort die Heeresgebirgssanitätsschule. Als Oberstabsarzt nahm er ebenso wie Konrad Lang am 26. und 27. Oktober 1942 in Nürnberg an der Tagung über Ärztliche Fragen bei Seenot und Winternot teil, wo über die „Unterkühlungsversuche“ im KZ Dachau referiert wurde. Seine eigenen Untersuchungen trug Cremer zum Teil schon am 6. Oktober 1942 auf einer Tagung in St. Johann vor und publizierte sie 1943 und 1944 in der Klinischen Wochenschrift. Im Januar 1944 habilitierte er sich in Berlin mit einem Vortrag Chemische Beiträge zur Gebirgsphysiologie für das Fach Physiologische Chemie. Zum Erhalt der Lehrbefugnis hielt er in Innsbruck einen Probevortrag über Die Bergkrankheit und lehrte danach an der Universität Innsbruck.
Nach Kriegsende war Cremer Dozent an der Universität Heidelberg, ab 1946 zunächst Dozent und ab 1950 außerplanmäßiger Professor für Physiologische Chemie an der Universität Mainz, dort im Arbeitskreis um Konrad Lang. Zwischenzeitlich war er für drei Jahre am Institut von Arne Tiselius in Schweden beschäftigt, wo er die Festphasen-Elektrophorese mitentwickelte. Während einer Studienreise durch die USA (vom 10. Mai bis 5. August 1953)  machte er persönliche Bekanntschaft mit amerikanischen Kollegen, was zu engen freundschaftlichen Kontakten führte. Die Deutsche Gesellschaft für Ernährung (DGE) betraute ihn kurz nach ihrer Gründung „neben seiner Hochschultätigkeit mit der gutachtlichen Bearbeitung aller Fragen des Ernährungs-Beratungsdienstes.“ Zeitgleich stand er bei der DGE dem Referat Forschungssammlung und Forschungsauswertung vor. Zusammen mit Martin Herrmann leitete er ein in Zusammenarbeit mehrerer Fachrichtungen der Universität Mainz im August 1955 registriertes „Institut für Kariesforschung“, das im Januar 1956 die erste Arbeitstagung durchführte. Der wissenschaftliche Beirat dieses Instituts stand ab Januar 1957 unter Vorsitz des Leiters des Zahnmedizinischen Instituts der Hochschule Gießen, Albert Keil. Keil hatte unter  Hermann Schröder seinerzeit in einem Berliner Institut gleichen Namens mitgewirkt. Beim geplanten Wechsel nach Gießen, bereits 1956, stellte Cremer der dortigen Hochschule für den Fall seiner Berufung eine fruchtbare Zusammenarbeit mit Keil in Aussicht.
An der Justus-Liebig-Hochschule Gießen war bereits im Jahr 1951 ein „Institut für Ernährungswissenschaft“ neu eingerichtet worden, das unter der zunächst kommissarischen Leitung von Karl-Heinz Wagner (1911–2007) stand. Nach seiner Ernennung zum apl. Professor und Direktor des Instituts kam es aber zu Querelen mit der Hochschul-Leitung um seine Professur, die Wagner in Gerichtsverfahren durch mehrere Instanzen austrug, bis er 1960 gewann. In Verbindung mit einem Forschungsauftrag des Bundesverteidigungsministeriums für die deutsche Bundeswehr hatte inzwischen aber Cremer am 1. November 1956 Wagners Professur (und einen für ihn brauchbaren Teil von Wagners Laborausstattung) übernommen, so dass laut Gerichtsurteil ein zweites Institut für Ernährungswissenschaft unter Leitung von Wagner eingerichtet werden musste. Die ursprüngliche Ernennungsurkunde Wagners (vom Januar 1952) war vor Aushändigung ungültig gemacht und vernichtet worden und musste neu (daher mit aktuellem Datum: 18. Juli 1963) ausgestellt werden. Cremer, der „Experte für Militärverpflegung“, wurde 1960 Ordinarius an der jetzigen Universität. Von 1961 bis 1963 leitete er in Rom die Abteilung für Angewandte Ernährungswissenschaft der FAO, wo er sich mit der Unterversorgung mit Nahrungsmitteln in den Entwicklungsländern beschäftigte. Im Jahr 1963 machte er sich um die Gründung des eigenständigen Studiengangs „Haushalts- und Ernährungswissenschaften“ (Ökotrophologie) verdient. Als Direktor des „Instituts für Ernährungswissenschaft I“ leitete er am Tropeninstitut der Universität Gießen auch die Abteilung „Ernährung in den Tropen“. Cremer war Autor beziehungsweise Mitautor von über 200 ernährungswissenschaftlichen Publikationen. Er wurde 1975 emeritiert und verstarb 1995.

## Publikationen (Auswahl)
- 1951: Ernährung und Zähne. Übersicht über den heutigen Stand unserer Kenntnisse. Dtsch. Zahnärztl. Z. 6: Nr. 9 (Mai 1951) 453
- 1952: Ernährungsfaktoren in ihrer Bedeutung für die Entstehung der Zahn-Karies. Zahnärztl. Mitteil. 40: Nr. 10, S. 245 und Nr. 11, S. 270
- 1953: Ernährung und Karies. in: Karl Saller (Hrsg.), Gesundes Land – gesundes Leben., S. 167, Richard Pflaum Verlag, München.
- 1953 mit W. Büttner, G. Dittmann, W. Voelker: Ernährungsfaktoren bei Zahn- und Knochenbildung. II. Der Mineralgehalt der Zähne bei Carieskost. Biochem. Z. 324, S. 83
- 1953 mit Werner Voelker: Die Bestimmung von Fluor in Knochen und Zähnen. Biochem. Z. 324, S. 89
- 1953 mit Werner Voelker: Die Wirkung gleichzeitiger Gaben von Fluor- und Kalksalzen. Arzneimittelforsch. 3, S. 411
- 1955: Experimentelle Untersuchungen über Caries. S. 99 in Mainzer Kongressvorträge 1954 der Deutschen Gesellschaft für Ernährung, Frankfurt a. M.
- 1955: Ernährung und Karies. Zahnärztl. Reform 56 (Feb. 1955) S. 78
- 1955: Experimntelle Caries und Fluor. Dtsch. Zahnärztl. Z. 10: Nr. 5, S. 302
- 1955: Die Bedeutung von Fluor in der Kariesforschung. Zahnärztl. Reform 56:Nr. 7/8, S. 135
- 1956 mit W. Büttner und Martin Herrmann: Ernährungsfaktoren bei Zahn- und Knochenbildung. V. Kariesdiagnostik an Zahnschliffen bei der Ratte. Dtsch. Zahnärztl. Z. 11, S. 984
- 1956: Die ernährungsphysiologische Bedeutung von Zucker. Die Medizinische Nr. 41, S. 1458
- 1956: Ernährungsprobleme der Großverpflegung. Ernährungs-Umschau 3: Nr. 3, S. 54 und Nr. 4, S. 73
- 1956: Aus der Arbeit der DGE. Ernährungs-Umschau Nr. 4, S. 86 (Statement zur Fluoridierung)
- 1957 mit W. Büttner und W. Hartung: Ernährungsfaktoren bei Zahn- und Knochenbildung. VI. Kariesreduktion bei der Ratte durch Zusatz von Trockenhefe (Torula utilis). Dtsch. Zahnärztl. Z. 12, S. 541
- 1959 mit W. Büttner: Fluoridierung als kariesprophylaktische Maßnahme. Aus einer Arbeitstagung zu Fragen der Fluorprophylaxe. Zahnärztl. Mitteil. 47, S. 517 und 558
- 1965: Fluorid, Zahnkaries und Ernährung. Mitteilungen aus dem Referat Forschungssammlung und Forschungsauswertung. 26. und 27. Folge, Doppelheft. (Zum Symposium in Gießen im Juni 1965)
- 1965: mit W. Büttner: Das Für und Wider der Trinkwasserfluoridierung zur Kariesprophylaxe in der Weltliteratur. Gutachtliche Stellungnahme. Institut für Ernährungswissenschaft der Justus-Liebig-Universität Gießen. (Gutachten für die hessische Landesregierung)
- 1965: Zuckerverbrauch ist in der Bundesrepublik unbedenklich. Puls, Zeitung für Ärzte 6: Nr. 6, S. 5
- 1967: Zehn Jahre Institut für Ernährungswissenschaft in Gießen. Rückblick und Ausblick. S. 5 in: H. D. Cremer et al., Zehn Jahre Institut für Ernährungswissenschaft. Universitätsdruckerei Gießen.
- 1968 mit W. Büttner: Die Trinkwasserfluoridierung als kariesprophylaktische Maßnahme. Gutachtliche Stellungnahme. Herausgegeben vom Innenministerium −Gesundheitsabteilung– des Landes Schleswig-Holstein und der Schleswig-Holsteinischen Landesvereinigung für Gesundheitserziehung und Gesundheitspflege e. V.
- 1970 mit W. Büttner: Absorption of fluorides. In: Péter Adler et al.: Fluorides and human health. WHO Monograph Series, Band 59, Kapitel 3, S. 75–91, Genf.
- 1973: Sucrose in Nutrition – A Health Hazard? in: The rôle of sugar in modern nutrition. Symposium held at Marabou, Sundbyberg, Sweden, August 18, 1973. Supplement 9, Näringsforskning. Jahrgang 17, 1973.
- 1973: Justus von Liebig und die Entwicklung der Ernährungswissenschaft. Gießener Universitätsblätter VI: Heft 1 (April 1973) S. 20

## Ehrungen
- Ehrenmitglied der Deutschen Gesellschaft für Ernährung (1980)[2]
- Ehrenmitglied des American Institute of Nutrition[2]
- Bundesverdienstkreuz am Bande (12. Februar 1985)[24]